# Skate (EA)
Skate è un videogioco di Skateboard per Xbox 360, PlayStation 3 e telefoni cellulari. È stato sviluppato da EA Black Box e pubblicato nel 2007. Sono stati rilasciati due sequel, Skate 2 e Skate 3, per PlayStation 3 e Xbox 360, oltre a Skate It, uno spin-off per piattaforme Wii, Nintendo DS e iOS.

## Trama
Partiremo come dei signor nessuno creando da zero il nostro skater grazie ad un editor discreto, scesi in strada,dopo un tutorial ben amalgamato,cominceremo a fare la conoscenza di skater dilettanti, professionisti e leggendari che, che gradualmente ci proporranno una serie di sfide atte a migliorare le nostre capacita ed aumentare la reputazione tra i colleghi.a spezzare tutta serie di incontri-scontri ci saranno degli obbiettivi: dal girare videotape e farsi scattare fotografie per le riviste,a contest, passando per alcune interessanti sfide 1on1 e per quest secondarie come "own th spot" che consisteranno nel superare un determinato punteggio in un luogo specifico per "farlo nostro"

## mappa
Il gioco si svolge all'interno di una città immaginaria "San Vanelona", un Open world completamente esplorabile in un massimo di 10 minuti e suddiviso in quattro quartieri:
- La periferia: I sobborghi di San Vanelona caratterizzati da ville e piscine vuote ,abitati principalmente dalla classe ricca.
- Il Res: Una zona in cui gli amanti della velocità non rimarranno delusi , caratterizzata da numerose colline e da ripidi percorsi. qui e presente anche il più grande negozio di Skateboard all'interno del gioco.
- Centro: contraddistinto da alti grattacieli e traffico intenso tipico di un centro cittadino,ricco di corrimani e muretti ideali per svolgere grind e slide.
- Città vecchia: Il quartiere della Città Vecchia è il luogo più storico della città, costituito da strade ed edifici pieni di isolati, nonché da una serie di condutture vuote.

## Sviluppo
Il sistema di "Flick it" inizio lo sviluppo prima dell'implementazione delle grafiche. Inizialmente il prototipo leggeva il movimento dell'analogico e visualizzava il trick eseguito, la velocità e la valutazione di precisione, in seguito fu implementata l'animazione. Per ricevere informazioni da ciascun pad di controllo i dati in input vengono letti a una frequenza di 120hz. Il videogioco è basato ampiamente sulla fisica, utilizza un pacchetto RenderWare chiamato "drivers" per modellare il movimento degli Skater. inizialmente il team di sviluppo aveva pianificato la possibilità di scendere dalla tavola e di pattinare con personaggi femminili, ma venne scartato perché si rivelo troppo arduo da animare.fu rilasciata una demo su Xbox Live il 21 agosto e su PlayStation Network a settembre ,che permetteva di patinare per trenta minuti al San Valelona community center e di creare e modificare video.

## Colonna Sonora
- track 01: Agent Orange - No Such Thing
- Track 02: Airbourne - Let's Ride
- Track 03: Bad Brains - I Against I
- Track 04: Band Of Horses - The Funeral
- Track 05: Black Flag - Six Pack
- Track 06: Booker T & the MG'S - Green Onions
- Track 07: Cheap Trick - Surrender
- Track 08: Children Of Bodom - Hate Crew Deathroll
- Track 09: David Bowie - Queen Bitch
- Track 12: Eric B. & Rakim - Juice (Know Your Ledge)
- Track 13: Gang Starr - Now You're Mine
- Track 14: Mac Mall - Perfect Poison
- Track 15: Motorhead - We Are Motorhead
- Track 16: Nirvana - Lounge Act
- Track 17: N.W.A - Express Yourself
- Track 18: Renee Renee - Stand Up Talk Easy
- Track 19: Rick James - Give It To Me Baby
- Track 20: Rick Ross - Hustlin
- Track 21: River City Tanlines - Black Knight
- Track 22: Sister Nancy- Bam Bam
- Track 23: Slayer - Raining Blood
- Track 24: The Briefs - Poor & Wierd
- Track 25: The Dwarfs - Massacre
- Track 26: The Exploding Hearts - Your Shadow
- Track 27: The Ramones - Psycho Therapy
- Track 28: The Returnables - Teenage Impostor
- Track 29: The Sex Pistols - Pretty Vacant
- Track 30: The White Stripes - Girl, You Have No Faith In Medicine
- Track 31: Trouble Andrew - Chase Money
- Track 33: ZZ Top - Just Got Paid

## Pattinatori
- Chris Cole
- Danny Way
- Rob Dyrdek / Christopher "Big Black" Boykin
- PJ Ladd
- Colin Mckay
- Mike Carroll
- Chris Haslam
- Jason Dill
- Ali Boulala
- Ryan Gallant
- Jerry Hsu
- Pat Duffy
- Paul Rodriguez Jr
- John Rattray
- Dennis Busenitz
- Mark Gonzales